# پال ون دایک

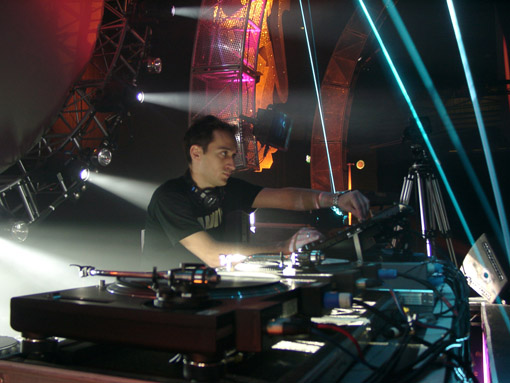
پل ون دایک از مشهورترین دی جی‌های جهان است.

ماتیاس پاول ( Matthias Paul ) با نام هنری پاول ون دایک (Paul Van Dyk) ، متولد 16 دسامبر 1971 در شهر آیزنهوتنشتات در ایالت برندنبورگ در کشور آلمان ، دی جی و موزیسین مشهور موسیقی الکترونیک جهان است.
پاول اولین هنرمند نامزد دریافت جایزه ی گرمی در رده ی تازه ی موسیقی رقص / الکترونیک برای انتشار آلبوم Reflections در سال 2003 بود.
او در سال‌های 2005 و 2006 عنوان بهترین دی جی را بدست آورد. تا سال 2008 بیش از 3 میلیون از آلبوم‌های او در سرتاسر جهان به فروش رفت.
او فعالیت در عرصه موسیقی ترنس رو در سال 1990 آغاز کرد.
پاول در حال حاضر مجری برنامه Vonyc Sessions with Paul در رادیو دش است.

## آلبوم‌ها
آلبوم‌های استودیویی
- 45 RPM (1994)
- Seven Ways (1996)
- Out There and Back (2000)
- Reflections (2003)
- In Between (2007)
- Evolution (2012)
- The Politics of Dancing 3 (2015)
- From Then On (2017)